# Piz Argient
O Piz Argient, é um cume do Maciço Bernina nos Alpes com  3 945 m de altitude que se encontra entre a Lombardia (Itália) e em Engadine no cantão dos Grisões (Suíça).

## Ascensões
A primeira ascensão teve lugar em  1869 Seiler e von Seldeneck, com os guias Christian Grass, J. B. Walther.
A principais vias de acesso partem do refúgio Diavolezza ou dos refúgio Marco e Rosa ou então do refúgio Marinelli Bombardieri.

## Fronteiras
O Piz Argient além de ser uma fronteira Itália-Suíça, também é uma linha de separação das águas Mar Adriático-Mar Negro.